# Nesticus orghidani
Nesticus orghidani este o specie de păianjen araneomorf care aparține genului Nesticus, familia Nesticidae. Specia este endemică României și a fost descrisă pentru prima dată de Margareta Dumitrescu în 1979, care a denumit-o în onoarea lui Traian Orghidan, arahnolog român.